# Бисера Виденова
Бисера Александрова Колева-Виденова е българска и американска литераторка, фотографка и професионална консултантка по класически Фън Шуй.

## Биография
Макар и да е родена в София Бисера, прекарва първите си три години край колизеума в Ел Джем, Тунис. След завръщането си в България, на седемгодишна възраст играе ролята на принцеса Елена в „Сватбите на Йоан Асен ІІ“. Първите си фотографски стъпки прави в школата за съвременна фотофрафия Photoconcept при майсторския клас на Никола Михов и Ивайло Стоянов. В професионалната си кариера има осъществени участия в групови изложби в София, Венеция, Тампа, Ню Йорк и Триест. Като фотодокументалистка се фокусира върху последствията от управлението на комунистическия режим в България.
Интересът на Бисера Виденова към Фън Шуй започва през 1999 година, което води и до първите и професионални проекти през от 2003 година.
Бисера Виденова има много преведени и публикувани текстове на английски, френски, италиански, корейски и румънски език. Носителка е на награда за проза от конкурс във Франция през 2012 година. Взима участие в поетични четения в Поетри Хаус в Ню Йорк и Йейл Роял Поетри Клъб в Манхатън в периода от 2014 до 2019 година. Публикува поезия в „Аамерикан Райтърс Ривю“ в 2021 и 2022 година.

## Филмография
- Сватбите на Йоан Асен ІІ (1975), 2 серии - принцеса Елена (дете), дъщеря на Иван Асен II, омъжена по-късно за Теодор II Ласкарис

## Творчество и художествени проекти

### Издадени трудове
- Виденова, Бисера. (Н)егото ми.   София, Изток-Запад, 2017. ISBN 9786190100515. с. 36. (на български)
- Videnova, Bissera. The Speed of My Life.   Сан Феанциско, Blurb, 2020. ISBN 1715141970, ISBN 978-1715141974. (на английски)

### Творчески проекти
- Sha Angreal. Източните и Западните хора и къщи (2011).[4]
- Сулцано, Сулцано (2016).[5]
- Strive for Freedom, Земен (2017).[6]

### Преводи
- „Любов и Ревност“ камерна опера от Албена Врачанска-Петрович, постановчик Огнян Драганов. Либрето Светла Георгиева и Питър Табит Джоунс. Люксембург (2019).[7]
- Криисто, Сирил. Наметало течно като времето.   София, Стефан Добрев, 2019. ISBN 978-619-7050-36-3.